# 캐롤리니언 (열차)
캐롤리니언(영어: Carolinian)는 미국 뉴욕주 뉴욕 펜실베이니아 역에서 노스캐롤라이나주 샬럿 샬럿 역까지 운행되는 도시철도 열차이다.

## 역사 및 현황
이 열차는 암트랙과 노스캐롤라이나주와 협력한 끝에 1984년에 개통된 열차로 1985년에 적자가 늘면서 운행을 중단하게 되었다. 1990년에 다시 신설되어 팔메토에 합병을 시도 했지만 1991년에 무산되었다. 같은 해 노스이스트 코리더 경유 뉴욕 펜실베이니아 역까지 연장했다. 1995년에 피드몬트와 동일한 노선으로 변경되었고 2004년에 BMI 마샬 국제공항 역을 정차하지 않는다. 2011년 기준으로 연간 307,213명이 이 열차를 이용했다.

## 사진

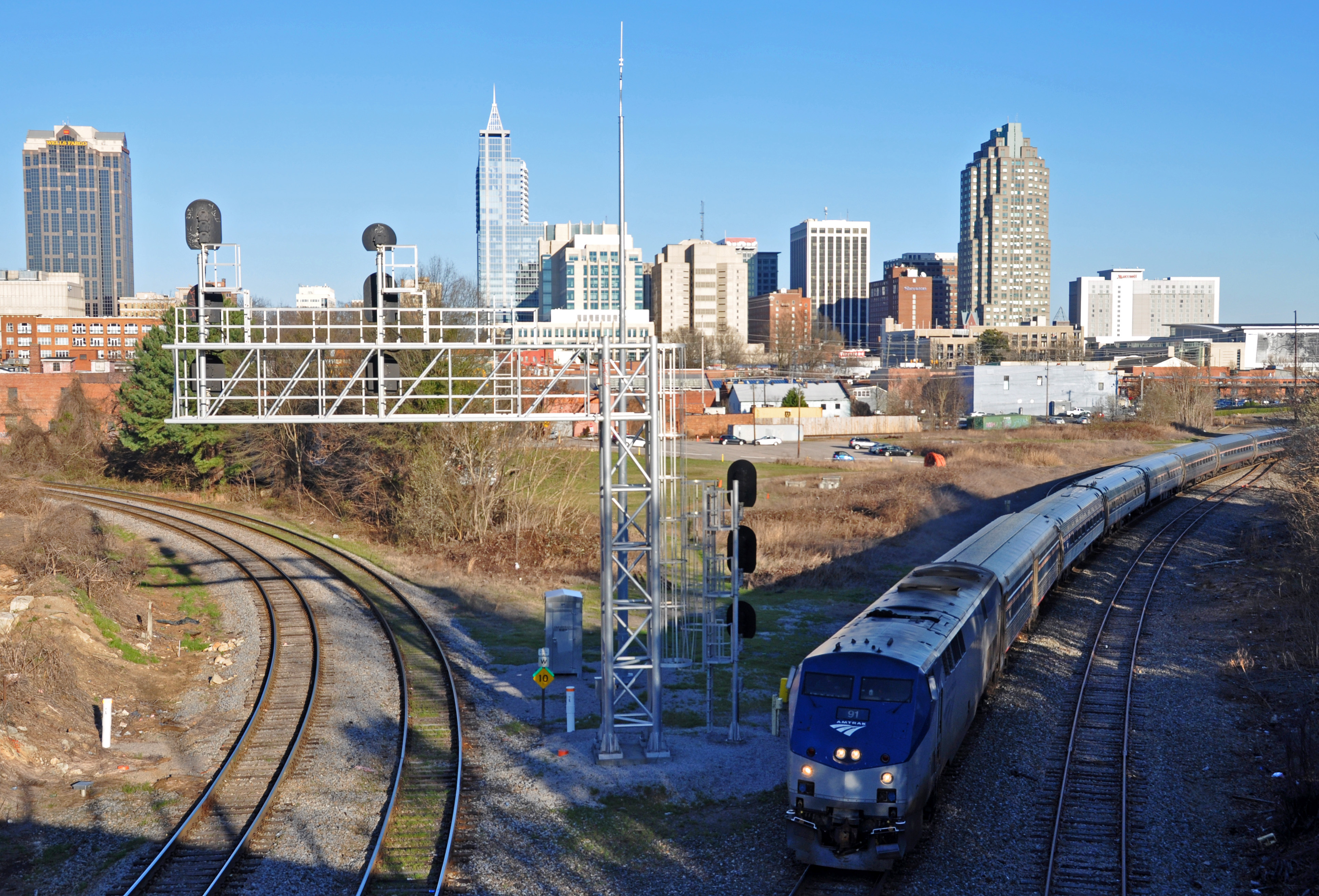
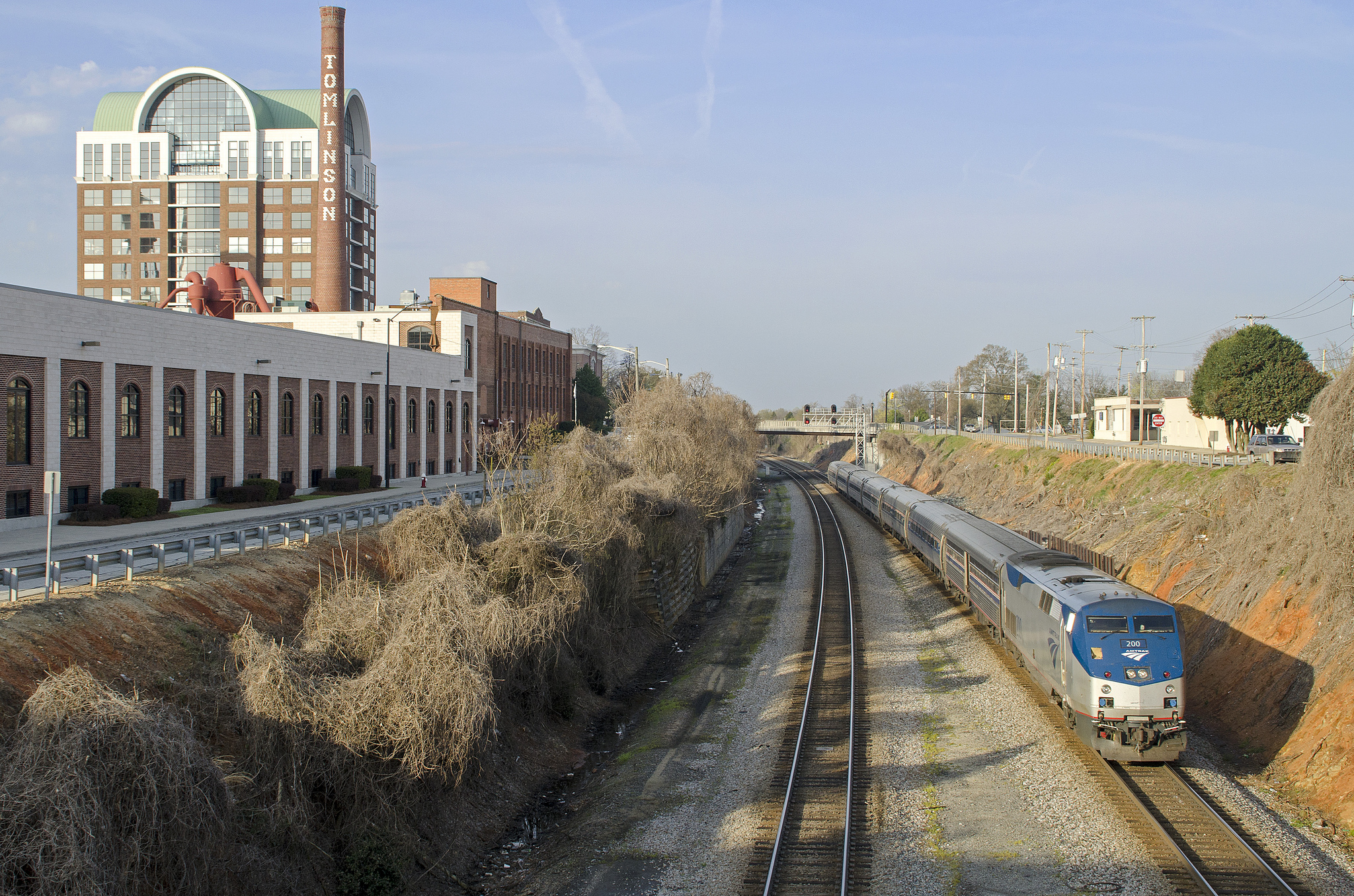
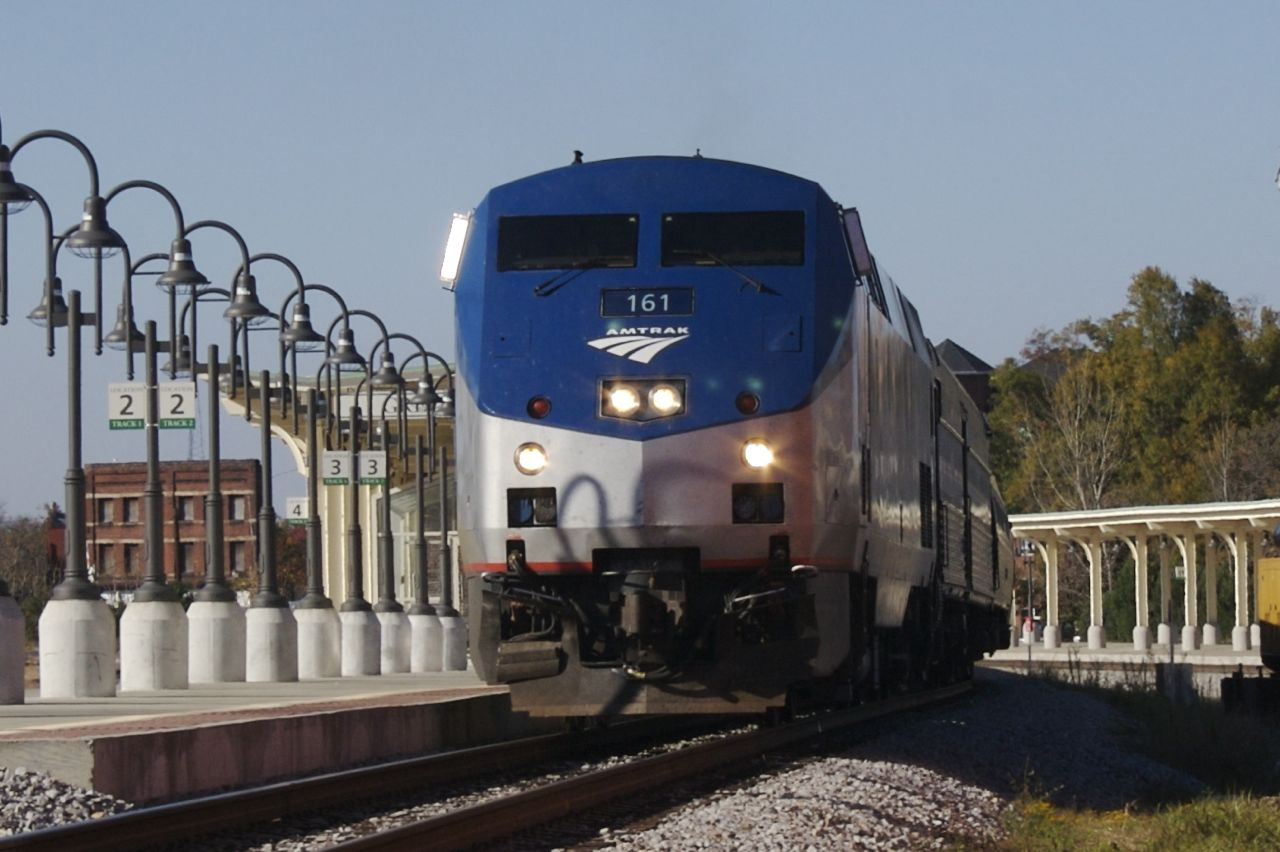
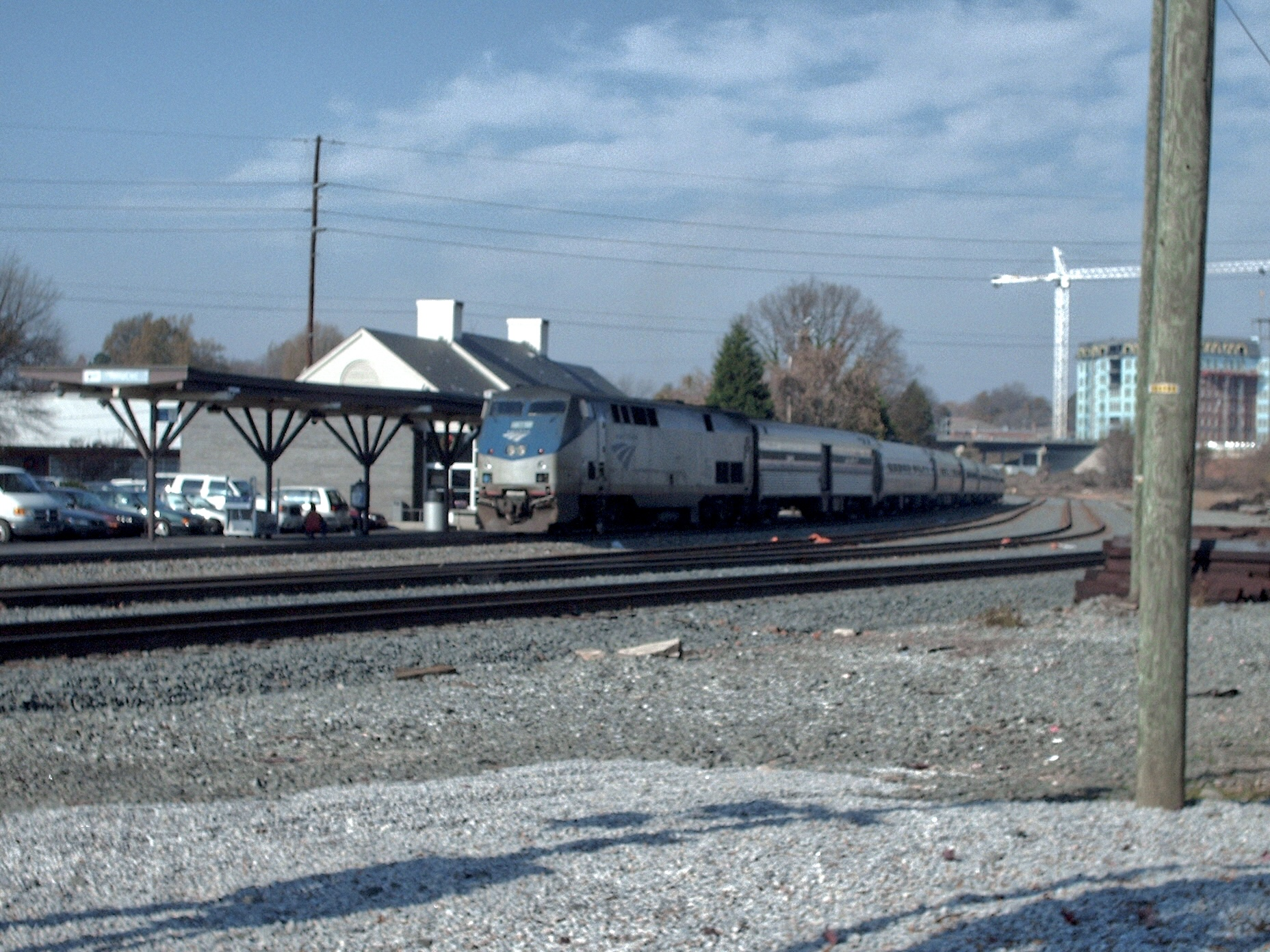

## 사건 및 사고
- 2015년 헬리펙스 철도 충돌 사고[7][8]